# Ligamentum cricotracheale

A gége szalagjai

A ligamentum cricotrachealis egy gyűrű alakú apró szalag a gyűrűporc (cartilago cricoidea) alsó része és a légcső (trachea) első gyűrűje között. A trachealis perikondriummal folytatódik, és hasonlít a légcső porcgyűrűit összekötő rostos membránhoz.
Garbelotti  et al. egy esettanulmányban kettéosztott gyűrűporc esetén a szalag reszekcióját javasolta, melyet tirotróf anasztomózis követ, mivel a kettős ív glottis alatti morfológiai elváltozásokat alapozhat meg.
Felső határa ferde, és a keskeny elülső ívtől a magas hátulsó lamináig tart. Elöl a gyűrűív a bőrön keresztül érzékelhető a laryngealis kiemelkedés alatt, melyek között a ligamentum cricothyroideum medium található. Bár gyomorinszufláció és reflux csökkentésére összenyomható lehet gyors intubációkor, ennek hatékonysága kérdéses.
A 6. nyakcsigolya szintjén köti össze a légcsövet a cartilago cricothyroideával.